# Mana, concert voor fagot en orkest
Mana, concert voor fagot en orkest is een compositie van de Finse componist Sebastian Fagerlund. 
Fagerlund had nog niet zoveel kennis dat hij direct een fagotconcert kon schrijven. Om er ervaring mee te krijgen schreef hij eerst een werk voor fagot alleen, op verzoek van het kamermuziekfestival van Delft. Toch was al de solist bekend, de Nederlander Bram van Sambeek, Fagerlund omschreef hem als spectaculair, virtuoos en fijngevoelig. Hij gaf het de titel Woodlands mee (de fagot is een houten blaasinstrument). Van Sambeek speelde het in december 2012 in Delft en Amsterdam.
Vlak daarna begon Fagerlund aan zijn fagotconcert, financieel ondersteund door het Göteborg Symfonieorkest, het Symfonieorkest van Lahti en de Borletti-Buitoni-Trust. Fagerlund gaf het de titel Mana, refererend aan levenskracht, dood en exorcisme (Noordse talen) en superkracht (Polynesië). Naar eigen zeggen zette Fagerlund niet de fagot tegenover het orkest, maar liet hij de fagot als een soort sjamaan het orkest voorgaan op de grens tussen realiteit en fantasie. Het werk is in principe eendelig, maar wel in de klassieke opzet van snel-langzaam-snel geschreven (1. Energico sonoramente, maatslag 84; 2. maatslag 42; 3. cadens a tempo, maatslag 84 overgaand in het slot met maatslag 126). In het werk zijn glissandi te horen en ook meerstemmig blazen, beide een aanslag op het embouchure.      
De première was gegeven aan het orkest uit Lahti onder leiding van Okko Kamu op 6 december 2014. In januari 2015 nam deze combinatie het fagotoncert met Bram van Sambeek op voor Bis Records, die tevens Woodlands liet vastleggen.
Orkestratie:
- solofagot
- 2 dwarsfluiten (I ook piccolo), 2 hobo's (II ook althobo), 2 klarinetten (II ook basklarinet), 2 fagotten (II ook contrafagot)
- 2 hoorns, 2 trompetten, 2 trombones, 1 tuba
- pauken, 2 man/vrouw percussie, piano
- violen, altviolen, celli, contrabassen